# 鶴里駅
鶴里駅（つるさとえき）は、愛知県名古屋市南区鯛取通3丁目にある、名古屋市営地下鉄桜通線の駅である。駅番号はS16。

## 歴史
- 1994年（平成6年）3月30日：開業[2]。
- 2011年（平成23年）7月16日：可動式ホーム柵使用開始。

## 駅構造

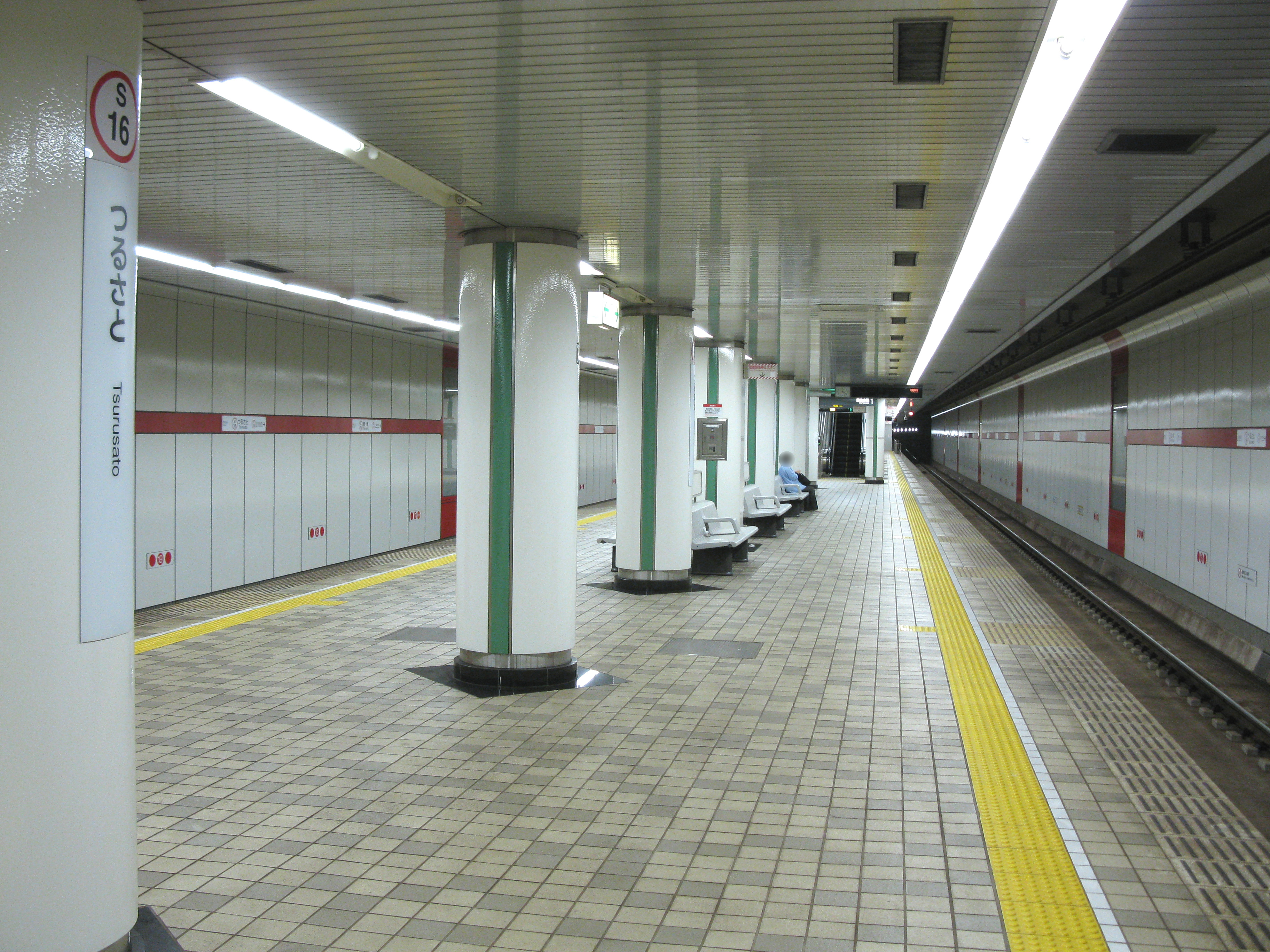
ホーム（2010年3月）

島式ホーム1面2線を有する地下駅で、可動式ホーム柵が設置されている。ホームは20m車8両編成まで対応している。野並側のトンネルは名古屋市営地下鉄では唯一の複線シールド構造となっており、タイミングが良ければ両方向の電車が至近ですれ違う様子を見ることができる。
当駅は、桜通線駅務区今池管区駅が管轄している。

### のりば
| ホーム | 路線   | 行先                     |
| ------ | ------ | ------------------------ |
| 1      | 桜通線 | 徳重方面                 |
| 2      | 桜通線 | 今池・名古屋・太閤通方面 |

## 利用状況
2019年の一日平均の乗車人員は3,167人。桜通線の駅の中では最も利用者が少なく、名古屋市営地下鉄の駅としても、妙音通駅、上飯田駅（名鉄直通客を除く）に次いで3番目に乗車人員が少ない。

## 駅周辺

### 周辺の施設
- 鶴里公園
- 村上社
- 桜田八幡社
- 鳥栖八剱社
- 名古屋市立桜小学校
- 名古屋市立春日野小学校
- 名古屋市立桜田中学校
- 名古屋市立桜台高等学校
- 東海通（名古屋市道東海橋線）

### バス路線
最寄のバス停は駅東側にある鯛取通五丁目となる（東海通沿線）。以下の路線が乗り入れ、名古屋市交通局により運行されている。なお、2011年（平成23年）3月までは神宮13号系統（神宮東門～野並車庫（現在の地下鉄鳴子北））のバスも走っていた。同系統はかつて名鉄バスが運行（神宮前～鳴子みどりヶ丘）しており、当駅周辺では鯛取通五丁目バス停近くにあった鯛取通バス停に停車していた。当駅周辺には他に、新瑞12号系統（新瑞橋～地下鉄徳重）が停車する桜田中学校バス停と桜台高校バス停もある。
鯛取通五丁目
- 名港16：名古屋港行、地下鉄鳴子北行

桜田中学校・桜台高校
- 新瑞12：新瑞橋行、地下鉄徳重行

## 隣の駅
名古屋市営地下鉄
 桜通線
桜本町駅 (S15) - 鶴里駅 (S16) - 野並駅 (S17)